# Das kleine Hofkonzert (Operette)
Das kleine Hofkonzert ist ein Musikalisches Lustspiel in drei Akten von Edmund Nick. Das Textbuch verfassten Paul Verhoeven und Toni Impekoven. Die Operette erlebte ihre Uraufführung am 19. November 1935 in München. Der Komponist sieht für die Aufführung lediglich ein Kammerorchester vor.

## Bühnenbilder
Das Werk handelt in der Welt Carl Spitzwegs, und dementsprechend sind auch die Bühnenbilder:
Erster Akt: Bild 1: Am Stadttor, Bild 2: Blick über die Dächer einer Stadt, Bild 3: Hauptplatz einer Kleinstadt
Zweiter Akt: Bild 4: Vorzimmer im Schloss des Fürsten, Bild 5: Armselige Stube des armen Poeten, Bild 6: In der Schlossbibliothek, Bild 7: Auf der Straße
Dritter Akt: Bild 8: In der Schlossbibliothek, Bild 9: Christine Holms Zimmer, Bild 10: Saal im Schloss des Landesherrn

## Handlung
Christine Holm ist in die Fußstapfen ihrer Mutter getreten und wie sie Sängerin geworden. Einer ihrer größten Wünsche hat sich bisher nicht erfüllt: Sie wüsste gerne, wer ihr Vater ist. Immer, wenn sie ihre Mutter darauf ansprach, wechselte sie sogleich das Thema. Jetzt, da ihre Mutter tot ist, nimmt sie die Sache selbst in die Hand. Sie besteigt eine Postkutsche und reist in ihren Geburtsort, die Hauptstadt eines kleinen fiktiven deutschen Fürstentums, um dort nachzuforschen. Am Stadttor werden sie und ihr Mitreisender Zunder von Leutnant Walter von Arnegg kontrolliert. Weil er feststellt, dass Zunder Schmuggelware mit sich führt, behandelt er ihn sehr schroff; gegenüber Christine hingegen verhält er sich äußerst liebenswürdig. Zwischen den beiden beginnt es zugleich zu funken.
In dem Residenzstädtchen angekommen, verbreitet Zunder gegenüber den Honoratioren üble Gerüchte über Christine. Als die Unwahrheiten Walter von Arnegg zu Ohren kommen, ahnt er, wer dahinter steckt. Ohne zu zögern, nimmt er die Dame in Schutz und behauptet, sie sei seine Braut. Sein Vater aber, der des Landesfürsten Hofmarschall ist, hat dafür keinerlei Verständnis. Persönlich sucht er den Serenissimus auf und erreicht, dass dieser Christines Ausweisung verfügt. Walter von Arnegg erhält den Befehl, die Abschiebung zu vollziehen.
Christine hat inzwischen den Poeten Knipp in seiner armseligen Wohnung aufgesucht. Sie hofft, von ihm Näheres über ihre Herkunft zu erfahren. Anlass für diesen Besuch war ein Gedicht, das sie im Nachlass ihrer Mutter fand und Knipp als Verfasser auswies. In Knipps Wohnung kommt es zu einem erneuten Zusammentreffen zwischen Christine und Walter von Arnegg. Beide gestehen sich ihre Liebe. Weil der Leutnant Christines Abschiebung nicht mit seinem Gewissen vereinbaren kann, entschließt er sich, seinen Dienst zu quittieren.
Im fürstlichen Schloss soll heute das alljährliche Hofkonzert stattfinden. Es war geplant, dass diesmal eine Sopranistin den Gesangspart übernehme. Die Sängerin ist erkrankt und hat deshalb abgesagt. In seiner Verzweiflung bleibt dem Fürsten nichts anderes übrig, als die von ihm ausgewiesene Sängerin zu bitten, die Lücke zu füllen. Christine knüpft ihre Zusage an die Bedingung, dass Serenissimus sie mit all seinen Möglichkeiten unterstütze, herauszubekommen, wer ihr Vater sei. Weil der Fürst auf jeden Fall vermeiden will, dass sein Hofkonzert ins Wasser fällt, sagt er seine Hilfe zu.
Die Beamten des Fürsten geben sich alle erdenkliche Mühe, die Vaterschaft zu klären, aber der erhoffte Erfolg bleibt aus. Weil sie den Zorn ihres Arbeitgebers fürchten, versuchen sie, mit 500 Gulden den armen Poeten zu bestechen, sich als Christines Vater auszugeben. Zum Schein geht Christine darauf ein, doch bei der Audienz des Serenissimus enthüllt sie diesem die Wahrheit über das schäbige Spiel seiner Beamten. Ganz zufällig kommt Christine der Gedanke, dem alten Herrn das Lied „Wenn des Abends dunkle Schleier …“ vorzutragen, das ihre Mutter in jungen Jahren oft sang und dessen Text ebenfalls aus der Feder des armen Poeten stammt. Gerührt lauscht Serenissimus dem Gesang und erinnert sich daran, wie er vor rund 25 Jahren eine Liaison mit einer Sängerin des Hoftheaters hatte. Sie war seine große Liebe, und nur der Standesunterschied verhinderte damals eine Heirat. Plötzlich gehen dem Fürsten die Augen auf: Christines Ähnlichkeit mit seiner Jugendliebe ist nicht zu übersehen. Das Mädchen ist seine Tochter!
Es kommt zum guten Schluss: Nicht nur Christine, sondern auch Knipp wird in den Adelsstand erhoben. Walter von Arnegg und die Dame seines Herzens verloben sich. Das kleine Hofkonzert wird ein triumphaler Erfolg. Serenissimus hat endlich eine Nachkommin.

## Musikalische Höhepunkte
- Wunderschön ist es, verliebt zu sein (Walter von Arnegg und Christine Holm)
- Ach, wenn der König nur wüsst (Christine Holm)
- Ein armer Schäfer verehrte die hohe Königin (Hofkapellmeister)
- Die Spröde: An dem reinsten Frühlingsmorgen (Christine Holm)
- Nun faltet der Tag seine Flügel (Christine Holm)
- Denkst du nie daran? (Christine Holm)
- Wenn des Abends dunkle Schleier (Christine Holm)

## Verfilmungen
- Die erste Verfilmung des Werks entstand 1936 für die Ufa unter dem Titel „Das Hofkonzert“. Unter der Regie von Detlef Sierck, der sich später Douglas Sirk nannte, spielten Marta Eggerth, Johannes Heesters, Hans Richter, Otto Tressler, Herbert Hübner und Rudolf Klein-Rogge die Hauptrollen. Das Lexikon des internationalen Films urteilt: „Der Däne Detlev Sierck … inszenierte das heiter-liebenswürdige Spielchen mit Spitzweg-Idyllen und ausgiebigen Gesangspartien: Martha Eggerth singt allüberall, auch noch im Badewasser.“
- 1944 entstand eine Verfilmung, bei der Paul Verhoeven, einer der beiden Librettisten des Bühnenwerks, Regie führte. In den Hauptrollen sah man Elfie Mayerhofer, Erich Ponto, Hans Nielsen, Hans Leibelt und Harald Paulsen. Der Film kam aber erst am 20. September 1949 in die Kinos. Zu dieser zweiten Verfilmung meint das Lexikon des internationalen Films: „Graziöse musikalische Komödie mit malerischer Optik, die Spitzweg-Bildern nachempfunden ist. Die Kabalen und die geistige und moralische Enge der Duodez-Höfe werden mit milder Ironie dargestellt.“
- Eine weitere Verfilmung des Stücks entstand im Jahr 1963 unter der Regie von John Olden, mit Monika Dahlberg in der Hauptrolle.
- Eine weitere Verfilmung des Stücks entstand im Jahr 1976 für das ZDF. In dieser Fernsehinszenierung sang Naëmi Priegel die Hauptpartie. In den weiteren Rollen traten auf Amadeus August, Gustav Knuth, Helmuth Wallner und Peter Lühr. Die Regie führte Wolfgang Liebeneiner.

## Hörspiele
- 1948: Das kleine Hofkonzert. Ein musikalisches Lustspiel aus der Zeit Carl Spitzwegs – Regie: Gustav Burmester, mit Elisabeth de Freitas, Kurt Meister, Heinz Klevenow, Hermann Lenschau, Hermann Schomberg, Erik Ode, Joseph Offenbach u. a. (Hörspiel – NWDR Hamburg)
- 1952: Das kleine Hofkonzert. Ein Lustspiel – Regie: Heinz-Günter Stamm, mit Hans Hermann Schaufuß, Dagmar Altrichter, Dieter Borsche, Bum Krüger, Bobby Todd, Hans Leibelt und Fritz Benscher (Hörspielbearbeitung – BR)
- 1964: Das kleine Hofkonzert. Ein musikalisches Lustspiel aus der Welt Carl Spitzwegs – Regie: Heinz-Günter Stamm, mit Liselotte Ebnet, Heinz Hilpert, Klaus W. Krause, Ernst Stankovski, Anton Reimer, Lukas Ammann, Paul Bürks u. a. (Hörspielbearbeitung – BR)
- 1969: Das kleine Hofkonzert – Regie: Ferry Bauer, mit Hasso Degner, Karl Heinz Köhn, Albrecht Götz, Gerhard Brössner, Walter Sofka, Kunibert Gensichen, Lisl Schmidt, Peter Hey u. a. (Hörspielbearbeitung – ORF Oberösterreich)